# Stactolaema anchietae
El barbudo de Anchieta (Stactolaema anchietae) es una especie de ave de la familia de las Lybiidae.
Habita en Angola, la República Democrática del Congo y Zambia.
Su nombre hace honor al naturalista y explorador portugués José Alberto de Oliveira Anchieta.